# (241418) Darmstadt
(241418) Darmstadt ist ein Asteroid des äußeren Hauptgürtels. Er wurde am 31. Oktober 2008 vom deutschen Amateurastronomen Erwin Schwab am Tzec Maun Observatory, Mayhill in den USA entdeckt und trug zunächst die vorläufige Bezeichnung 2008 UX201. Der Entdecker hatte das Teleskop, welches einen Durchmesser von 35 Zentimetern hat, von seinem Wohnort Egelsbach bei Darmstadt via Internet ferngesteuert.
Im Juli 2010 erhielt der Asteroid die Nummer 241418 und wurde auf Vorschlag des Entdeckers nach der südhessischen Stadt Darmstadt benannt. Die Veröffentlichung erschien am 26. Juli 2010 im Minor Planet Circular Nummer 71353.